# Saint-Félix-de-Villadeix
Saint-Félix-de-Villadeix é uma comuna francesa na região administrativa da Nova Aquitânia, no departamento Dordonha. Estende-se por uma área de 16,82 km². Em 2010 a comuna tinha 336 habitantes (densidade: 20 hab./km²).